# کلودیو رینا
کلودیو رینا (انگلیسی: Claudio Reyna؛ زادهٔ ۲۰ ژوئیهٔ ۱۹۷۳) یک بازیکن فوتبال بازنشسته اهل ایالات متحده آمریکا است که در حال حاضر به عنوان مدیر در باشگاه فوتبال نیویورک سیتی فعالیت می‌کند، او پدر جیووانی رینا بازیکن حال حاضر آمریکاست.

## باشگاهی
از باشگاه‌هایی که در آن بازی کرده‌است می‌توان به وولفسبورگ، منچستر سیتی، بایر لورکوزن اشاره کرد.

## تیم ملی
وی همچنین در تیم ملی فوتبال ایالات متحده آمریکا بازی کرده‌است. رینا در جام جهانی فوتبال ۱۹۹۴ از اعضای تیم ملی آمریکا بود اما به دلیل مصدومیت نتوانست بازی کند. او در جام‌های جهانی ۱۹۹۸، ۲۰۰۲ و ۲۰۰۶ به میدان رفت.